# Trévenans
Trévenans és un municipi francès situat al departament del Territori de Belfort i a la regió de Borgonya - Franc Comtat. L'any 2007 tenia 1.030 habitants.

## Demografia

### Població
El 2007 la població de fet de Trévenans era de 1.030 persones. Hi havia 425 famílies de les quals 97 eren unipersonals (52 homes vivint sols i 45 dones vivint soles), 149 parelles sense fills, 138 parelles amb fills i 41 famílies monoparentals amb fills.
La població ha evolucionat segons el següent gràfic:
Habitants censats

### Habitatges
El 2007 hi havia 449 habitatges, 426 eren l'habitatge principal de la família, 4 eren segones residències i 20 estaven desocupats. 351 eren cases i 96 eren apartaments. Dels 426 habitatges principals, 325 estaven ocupats pels seus propietaris, 96 estaven llogats i ocupats pels llogaters i 5 estaven cedits a títol gratuït; 7 tenien una cambra, 12 en tenien dues, 63 en tenien tres, 127 en tenien quatre i 216 en tenien cinc o més. 374 habitatges disposaven pel capbaix d'una plaça de pàrquing. A 176 habitatges hi havia un automòbil i a 220 n'hi havia dos o més.

### Piràmide de població
La piràmide de població per edats i sexe el 2009 era:
| Homes | Edats   | Dones |
| ----- | ------- | ----- |
| 0     | 95 o +  | 0     |
| 0     | 90 a 94 | 8     |
| 0     | 85 a 89 | 0     |
| 4     | 80 a 84 | 24    |
| 4     | 75 a 79 | 20    |
| 32    | 70 a 74 | 20    |
| 28    | 65 a 69 | 32    |
| 32    | 60 a 64 | 36    |
| 12    | 55 a 59 | 24    |
| 60    | 50 a 54 | 48    |
| 52    | 45 a 49 | 44    |
| 16    | 40 a 44 | 32    |
| 52    | 35 a 39 | 40    |
| 44    | 30 a 34 | 32    |
| 36    | 25 a 29 | 28    |
| 20    | 20 a 24 | 28    |
| 32    | 15 a 19 | 24    |
| 36    | 10 a 14 | 20    |
| 16    | 5 a 9   | 36    |
| 12    | 0 a 4   | 20    |

## Economia
El 2007 la població en edat de treballar era de 651 persones, 476 eren actives i 175 eren inactives. De les 476 persones actives 420 estaven ocupades (225 homes i 195 dones) i 56 estaven aturades (27 homes i 29 dones). De les 175 persones inactives 77 estaven jubilades, 37 estaven estudiant i 61 estaven classificades com a «altres inactius».

### Ingressos
El 2009 a Trévenans hi havia 443 unitats fiscals que integraven 1.109 persones, la mediana anual d'ingressos fiscals per persona era de 19.350 €.

### Activitats econòmiques
Dels 61 establiments que hi havia el 2007, 1 era d'una empresa alimentària, 1 d'una empresa de fabricació d'elements pel transport, 3 d'empreses de fabricació d'altres productes industrials, 15 d'empreses de construcció, 24 d'empreses de comerç i reparació d'automòbils, 2 d'empreses de transport, 2 d'empreses d'hostatgeria i restauració, 1 d'una empresa d'informació i comunicació, 2 d'empreses financeres, 4 d'empreses immobiliàries, 3 d'empreses de serveis, 1 d'una entitat de l'administració pública i 2 d'empreses classificades com a «altres activitats de serveis».
Dels 19 establiments de servei als particulars que hi havia el 2009, 2 eren oficines bancàries, 5 tallers de reparació d'automòbils i de material agrícola, 2 paletes, 2 guixaires pintors, 2 fusteries, 3 lampisteries, 1 electricista, 1 restaurant i 1 saló de bellesa.
Dels 7 establiments comercials que hi havia el 2009, 1 era un hipermercat, 1 una botiga de menys de 120 m², 1 una llibreria, 1 una sabateria, 1 una botiga d'electrodomèstics i 2 botigues de material esportiu.
L'any 2000 a Trévenans hi havia 12 explotacions agrícoles.

## Equipaments sanitaris i escolars
L'únic equipament sanitari que hi havia el 2009 era una farmàcia.
El 2009 hi havia una escola elemental.

## Poblacions més properes
El següent diagrama mostra les poblacions més properes.